# Mike der Ritter
Mike der Ritter (Originaltitel: Mike the Knight) ist eine kanadisch-britische Animationsserie, die seit 2012 produziert wird.

## Handlung
Mike ist ein Ritter-Lehrling und lebt im Königreich seines Vaters. In diesem befinden sich Drachen, Trolle und andere Fabelwesen und so erlebt er viele Abenteuer mit seinen Freunden. Da sein Vater viel reist, muss er sich auch neben seiner Ausbildung um das Schloss und Königreich kümmern. 

## Produktion und Veröffentlichung
Die Serie wird seit 2012 in britisch-kanadischer Kooperation produziert. Regie führt Neil Affleck. Das Drehbuch schreiben Marc Seal, Alexander Bar, Simon Nicholson und Rebecca Stevens. Zuständiges Produktionsunternehmen ist HIT Entertainment.
Erstmals wurde die Serie am 8. Februar 2012 auf dem US-amerikanischen Fernsehsender von Nick Jr. ausgestrahlt. Die deutsche Erstausstrahlung erfolgte am 5. November 2012 auf Super RTL. Weitere Ausstrahlungen erfolgten ebenfalls auf Toggo plus.

## Episodenliste

### Staffel 1
| Folgen-Nr. | Staffel-Nr. | deutscher Titel                                  | englischer Titel                              | deutsche Erstausstrahlung | englische Erstausstrahlung |
| 1          | 01          | Mike und der lächelnde Schatz                    | Mike The Knight And The Smiley Treasure       | 5. November 2012          | 8. Februar 2012            |
| 2          | 02          | Mike und die furchterregenden Drachen            | Mike The Knight And The Scary Dragons         | 5. November 2012          | 3. Februar 2012            |
| 3          | 03          | Mike und das Geburtstagsgeschenk für Evie        | Mike The Knight And Evie’s Birthday Present   | 6. November 2012          | 8. Februar 2012            |
| 4          | 04          | Mike und Galahad, der Große                      | Mike The Knight And Galahad The Great         | 6. November 2012          | 3. Februar 2012            |
| 5          | 05          | Mike und die gute Tat                            | Mike The Knight And The Fluttering Favour     | 7. November 2012          | 9. Februar 2012            |
| 6          | 06          | Mike und der knifflige Pfad                      | Mike The Knight And The Tricky Trail          | 7. November 2012          | 9. Februar 2012            |
| 7          | 07          | Mike und der Regenbogen-Schatz                   | Mike The Knight And The Buried Treasure       | 8. November 2012          | 7. Februar 2012            |
| 8          | 08          | Mike und Ritter Trolli                           | Mike The Knight And Sir Trollee               | 8. November 2012          | 7. Februar 2012            |
| 9          | 09          | Mike und das große Durcheinander                 | Mike The Knight In The Mission Mess           | 9. November 2012          | 6. Februar 2012            |
| 10         | 10          | Mike und Trolli in Schwierigkeiten               | Mike The Knight And Trollee In Trouble        | 9. November 2012          | 6. Februar 2012            |
| 11         | 11          | Mike und das beängstigende Geräusch              | Mike The Knight And The Scary Noise           | 12. November 2012         |                            |
| 12         | 12          | Mike und der große Schild                        | Mike The Knight And The Mighty Shield         | 12. November 2012         |                            |
| 13         | 13          | Mike und das ruhige Königreich                   | Mike The Knight And Peace And Quit            | 13. November 2012         |                            |
| 14         | 14          | Mike und die Nachrichten                         | Mike The Knight And The Glendragon News       | 13. November 2012         |                            |
| 15         | 15          | Mike und der Große Galopp-Tag                    | Mike The Knight And The Great Gallop          | 14. November 2012         |                            |
| 16         | 16          | Mike und das besondere Signal                    | Mike The Knight And The Special Signal        | 14. November 2012         |                            |
| 17         | 17          | Mike und das unsichtbare Monster                 | Mike The Knight And The Invisible Monster     | 15. November 2012         |                            |
| 18         | 18          | Mike und die Drachen-Diener                      | Mike The Knight And The Dragon Squires        | 15. November 2012         |                            |
| 19         | 19          | Mike und das Versteckspiel                       | Mike The Knight And The Knight Hider          | 16. November 2012         |                            |
| 20         | 20          | Mike und der Übernachtungsgast                   | Mike The Knight And Trollee’s Sleepover       | 16. November 2012         |                            |
| 21         | 21          | Mike und das Ende des Königreichs                | Mike The Knight And The Mission Home          | 19. November 2012         |                            |
| 22         | 22          | Mike und die vielen Ritter                       | Mike The Knight And The Many Knights          | 19. November 2012         |                            |
| 23         | 23          | Mike und Löschis Abenteuer                       | Mike The Knight And Squirt’s Story            | 20. November 2012         |                            |
| 24         | 24          | Mike und das echte Schwert                       | Mike The Knight And The Real Sword            | 20. November 2012         |                            |
| 25         | 25          | Mike und der Schneedrache                        | Mike The Knight And The Snow Dragon           | 21. November 2012         |                            |
| 26         | 26          | Mike und die Helfer des Weihnachtsmanns(°)       | Mike The Knight And Santa’s Little Helper     | 21. November 2012         |                            |
| 27         | 27          | Mike und der große Tauschmarkt                   | Mike The Knight And The Big Swap              | 22. November 2012         | 15. März 2012              |
| 28         | 28          | Mike und die drei Trophäen                       | Mike The Knight And The Triple Trophy Triumph | 22. November 2012         | 30. April 2012             |
| 29         | 29          | Mike und die große Parade                        | Mike The Knight And The Big Parade            | 23. November 2012         | 13. März 2012              |
| 30         | 30          | Mike und Funkis ritterliche Überraschung         | Mike The Knight And Sparkie’s Amazing Thing   | 23. November 2012         | 2. Mai 2012                |
| 31         | 31          | Mike und das ritterliche Zelten                  | Mike The Knight And The Knightly Campout      | 7. Januar 2013            | 12. März 2012              |
| 32         | 32          | Mike und das Wildschwein                         | Mike The Knight And The Wild Boar             | 8. Januar 2013            | 7. Mai 2012                |
| 33         | 33          | Mike und die großartige Rettung                  | Mike The Knight And The Great Rescue          | 9. Januar 2013            | 1. Mai 2012                |
| 34         | 34          | Mike und das Monster                             | Mike The Knight And The Monster               | 10. Januar 2013           | 8. Juni 2012               |
| 35         | 35          | Mike und der Trollrübenkuchen                    | Mike The Knight And The Troll Treat Pie       | 11. Januar 2013           | 11. Mai 2012               |
| 36         | 36          | Mike und der Zauberschatz                        | Mike The Knight And Wizard’s Treasure         | 14. Januar 2013           | 16. März 2012              |
| 37         | 37          | Mike und Ritter Super                            | Mike The Knight And Sir Super                 | 15. Januar 2013           | 4. Mai 2012                |
| 38         | 38          | Mike und das neue Schloss                        | Mike The Knight And The New Castle            | 16. Januar 2013           | 14. März 2012              |
| 39         | 39          | Mike und das getupfte Pferd                      | Mike The Knight And The Polka Dot Horse       | 17. Januar 2013           | 9. Mai 2012                |
| 40         | 40          | Mike und der Wikingerschneemann                  | Mike The Knight And Viking Snow Day           | 18. Januar 2013           | 15. Juni 2012              |
| 41         | 41          | Mike und die spannendste Geschichte aller Zeiten | Mike The Knight And The Greatest Story Ever   | 21. Januar 2013           | 8. Mai 2012                |
| 42         | 42          | Mike und die Medaillenjagd                       | Mike The Knight And The Most Medals           | 22. Januar 2013           | 3. Mai 2012                |
| 43         | 43          | Mike und der Tag der Hilfsbereitschaft           | Mike The Knight And The Busiest Day           | 23. Januar 2013           | 14. Juni 2012              |
| 44         | 44          | Mike und der echte Drache                        | Mike The Knight And The Real Dragon           | 24. Januar 2013           | 10. Mai 2012               |
| 45         | 45          | Mike und die verschwundenen Töpfe                | Mike The Knight And The Lost Pots             | 25. Januar 2013           | 5. Juni 2012               |
| 46         | 46          | Mike und die Zaubervase                          | Mike The Knight And The Magic Pot             | 28. Januar 2013           | 12. Juni 2012              |
| 47         | 47          | Mike und der Edelstein von Glendragon            | Mike The Knight And The Jewel Of Glendragon   | 29. Januar 2013           | 13. Juni 2012              |
| 48         | 48          | Mike und der Gefallen für Trolli                 | Mike The Knight And The Favour For Trollee    | 30. Januar 2013           | 11. Juni 2012              |
| 49         | 49          | Mike als großer Beschützer                       | Mike The Knight The Great Protector           | 31. Januar 2013           | 6. Juni 2012               |
| 50         | 50          | Mike und das niesende Rentier                    | Mike The Knight And The Sneezing Reindeer     | 1. Februar 2013           | 21. Dezember 2012          |
| 51         | 51          | Mike und die fliegenden Hunde                    | Mike The Knight And The Flying Corgis         | 4. Februar 2013           | 4. Juni 2012               |
| 52         | 52          | Mike und der ritterliche Empfang                 | Mike The Knight And The Knightly Welcome      | 5. Februar 2013           | 7. Juni 2012               |

### Staffel 2
| Folgen-Nr. | Staffel-Nr. | deutscher Titel                              | englischer Titel                                 | deutsche Erstausstrahlung |
| 53         | 01          | Mike und die Nachtwache                      | Mike The Knight And The Night Time Lookout       | 6. Januar 2014            |
| 54         | 02          | Mike und Evies neuer Freund                  | Mike The Knight And Evie’s New Friend            | 7. Januar 2014            |
| 55         | 03          | Mike und der verschwundene Schneemann        | Mike The Knight And The Missing Snowman          | 8. Januar 2014            |
| 56         | 04          | Mike und das Super-Katapult                  | Mike The Knight And The Super Trebuchet          | 9. Januar 2014            |
| 57         | 05          | Mike und seine Band                          | Mike The Knight And The Glendragon Big Band      | 10. Januar 2014           |
| 58         | 06          | Mike und das Vogel-Training                  | Mike The Knight And The Bird Training            | 11. Januar 2014           |
| 59         | 07          | Mike und der kaputte Schild                  | Mike The Knight And The Broken Shield            | 13. Januar 2014           |
| 60         | 08          | Mike und Evies ungefragte Hilfe              | Mike The Knight And Evie’s Help                  | 13. Januar 2014           |
| 61         | 09          | Mike und Trolli, der Lehrling                | Mike The Knight And Trollee The Apprentice       | 14. Januar 2014           |
| 62         | 10          | Mike und der Streichetag                     | Mike The Knight And The Fooling Day              | 15. Januar 2014           |
| 63         | 11          | Mike und das sichere Königreich              | Mike The Knight And The Safest Kingdom           | 16. Januar 2014           |
| 64         | 12          | Mike und die königliche Aufführung           | Mike The Knight And The King’s Play              | 17. Januar 2014           |
| 65         | 13          | Mike und das Geschenk für Trolli             | Mike The Knight And The Present For Trollee      | 18. Januar 2014           |
| 66         | 14          | Mike und die Drachenhunde                    | Mike The Knight And The Undragonly Dogs          | 19. Januar 2014           |
| 67         | 15          | Mike und Evie die Ritterin                   | Mike The Knight And Evie The Knight              | 20. Januar 2014           |
| 68         | 16          | Mike und der Spaß-Lauf                       | Mike The Knight And The Glendragon Fun Run       | 21. Januar 2014           |
| 69         | 17          | Mike und der mutige Sänger                   | Mike The Knight And The Brave Song               | 22. Januar 2014           |
| 70         | 18          | Mike und das Gruppenbild                     | Mike The Knight And The Glendragon Big Picture   | 23. Januar 2014           |
| 71         | 19          | Mike und das ritterliche Netz                | Mike The Knight And The Knightly Net             | 24. Januar 2014           |
| 72         | 20          | Mike und das Reparieren                      | Mike The Knight And The Big Fix                  | 25. Januar 2014           |
| 73         | 21          | Mike und der feuerlose Drachen               | Mike The Knight And The Fireless Dragon          | 26. Januar 2014           |
| 74         | 22          | Mike und der Ritter für einen Tag            | Mike The Knight And The Knight For A Day         | 27. Januar 2014           |
| 75         | 23          | Mike und der Verborgene Garten               | Mike The Knight And The Hidden Garden            | 28. Januar 2014           |
| 76         | 24          | Mike und die ritterlichen Kunststücke        | Mike The Knight And The Knightly Training Tricks | 29. Januar 2014           |
| 79         | 27          | Mike und der Wasserspeier                    | Mike The Knight And Gargoyle                     | 15. September 2014        |
| 80         | 28          | Mike und das Holzpferd                       | Mike The Knight And The Wooden Horse             | 16. September 2014        |
| 81         | 29          | Mike und das ritterliche Schauspiel          | Mike The Knight And The Knightly Play            | 17. September 2014        |
| 82         | 30          | Mike und die Besichtigungstour               | Mike The Knight And The Tour Of The Castle       | 18. September 2014        |
| 83         | 31          | Mike und Herr Knuddels Badetag               | Mike The Knight And Mr Cuddles Bath Time         | 19. September 2014        |
| 84         | 32          | Mike und der Hofnarr                         | Mike The Knight And The Court Jester             | 22. September 2014        |
| 85         | 33          | Mike und der große Waldorfini                | Mike The Knight And The Great Waldolfini         | 23. September 2014        |
| 86         | 34          | Mike und der ritterliche Schatz              | Mike The Knight And The Special Knightly Things  | 24. September 2014        |
| 87         | 35          | Mike und das Trollpfad-Abenteuer             | Mike The Knight And The Troll Trail Adventure    | 25. September 2014        |
| 88         | 36          | Mike und der schnarchende Drache             | Mike The Knight And The Snoring Dragon           | 26. September 2014        |
| 89         | 37          | Mike und Evies Zauberdebakel                 | Mike The Knight And Evie’s Magical Mistake       | 29. September 2014        |
| 90         | 38          | Mike und die drei Missionen                  | Mike The Knight And The Three Missions           | 30. September 2014        |
| 91         | 39          | Mike und das Trollball-Turnier               | Mike The Knight And The Super Troll Ball         | 1. Oktober 2014           |
| 92         | 40          | Mike und der beste Bewacher                  | Mike The Knight And The Best Lookout             | 2. Oktober 2014           |
| 93         | 41          | Mike und die Ritterschule                    | Mike The Knight And The Knight School            | 6. Oktober 2014           |
| 94         | 42          | Mike und Galahads Geburtstag                 | Mike The Knight And Galahad’s Birthday           | 7. Oktober 2014           |
| 95         | 43          | Mike und die gestohlene Krone                | Mike The Knight And Squirt Sticking To The Plan  | 8. Oktober 2014           |
| 96         | 44          | Mike und die schönen Träume                  | Mike The Knight And The Stolen Staff             | 9. Oktober 2014           |
| 97         | 45          | Mike und Evies Welpen                        |                                                  | 10. Oktober 2014          |
| 98         | 46          | Mike und die magische Blume                  | Mike The Knight And The Magical Flower           | 13. Oktober 2014          |
| 99         | 47          | Mike und der Größenzauber                    | Mike The Knight And The Size Spell               | 14. Oktober 2014          |
| 100        | 48          | Mike und Fernandos Mission                   | Mike The Knight And Fernando’s Mission           | 15. Oktober 2014          |
| 101        | 49          | Mike und die Garten-Spiele                   | Mike The Knight And The Hidden Garden Games      | 16. Oktober 2014          |
| 102        | 50          | Mike und der dreifache Ärger                 | Mike The Knight And The Triple Trouble           | 17. Oktober 2014          |
| 103        | 51          | Mike und die Gutenachtgeschichte             | Mike The Knight And The Bedtime Story            | 20. Oktober 2014          |
| 104        | 52          | Mike und das Buch für kleine Ritterlehrlinge | Mike The Knight And The Book Of Training         | 21. Oktober 2014          |

### Staffel 3
| Folgen-Nr. | Staffel-Nr. | deutscher Titel                             | englischer Titel                                   | deutsche Erstausstrahlung |
| 105        | 01          | Mike und das große Tauziehen                | Mike The Knight And The Great Tug Of War           | 2. November 2015          |
| 106        | 02          | Mike und die Erkältung                      | Mike The Knight And Sparkie’s Icy Tail             | 3. November 2015          |
| 107        | 03          | Mike und die sagenhafte Maschine            | Mike The Knight And The Marvellous Machine         | 4. November 2015          |
| 108        | 04          | Mike und das Vatertagsgeschenk              | Mike The Knight And The Father’s Day Gift          | 5. November 2015          |
| 109        | 05          | Mike und die superschnelle Schlittenfahrt   | Mike The Knight And The Super Fast Sleigh Ride     | 6. November 2015          |
| 110        | 06          | Mike und der Nachtflug                      | Mike The Knight And The Night Time Flight          | 9. November 2015          |
| 111        | 07          | Mike und das Königsbankett                  | Mike The Knight And The King’s Banquet             | 10. November 2015         |
| 112        | 08          | Mike und das Superdreirad                   | Mike The Knight And The Super Trike                | 11. November 2015         |
| 113        | 09          | Mike und die große Entdeckung               | Mike The Knight And The Great Exploration          | 12. November 2015         |
| 114        | 10          | Mike und Evies froschiger Tag               | Mike The Knight And Evie’s Froggy Day              | 13. November 2015         |
| 115        | 11          | Mike und Evies Zauberassistent              | Mike The Knight And Evie And Sir Gargoyle          | 16. November 2015         |
| 116        | 12          | Mike und der Feuervogel                     | Mike The Knight And The Fire Bird                  | 17. November 2015         |
| 117        | 13          | Mike und der Wikinger-Alarm                 | Mike The Knight And The Viking Alarm               | 18. November 2015         |
| 118        | 14          | Mike und die Schlecht-Wetter-Box            | Mike The Knight And The Bad Weather Box            | 19. November 2015         |
| 119        | 15          | Mike und Evies ausgerissener Roller         | Mike The Knight And Evie And The Flying Scooter    | 20. November 2015         |
| 120        | 16          | Mike und der goldene Pfeil                  | Mike The Knight And The Golden Arrow               | 23. November 2015         |
| 121        | 17          | Mike und Evie und die verschwundene Königin | Mike The Knight And Evie And The Missing Queen     | 24. November 2015         |
| 122        | 18          | Mike und die gestohlene Flagge              | Mike The Knight And The Stolen Flag                | 25. November 2015         |
| 123        | 19          | Mike und der dreifache Looping              | Mike The Knight And The Triple Twist               | 26. November 2015         |
| 124        | 20          | Mike und die Bestie von Glendragon          | Mike The Knight And The Beast Of Glendragon        | 27. November 2015         |
| 125        | 21          | Mike und der große Zauberkomet              | Mike The Knight And The Great Wizard Comet         | 30. November 2015         |
| 126        | 22          | Mike und Evies magische Herausforderung     | Mike The Knight And Evie And The Magical Challenge | 1. Dezember 2015          |
| 127        | 23          | Mike und Evies Rettungszauber               | Mike The Knight And Evie’s Rescue Spells           | 2. Dezember 2015          |
| 128        | 24          | Mike und der magische Wunschbaum            | Mike The Knight And The Magical Wish Tree          | 3. Dezember 2015          |

### Specials
| Folgen-Nr. | deutscher Titel                | englischer Titel                         | deutsche Erstausstrahlung |
| 1          | Die Reise zum Drachenberg      | Journey To Dragon Mountain               | 1. November 2014          |
| 2          | Mike und das Weihnachtsschloss | Mike The Knight And The Christmas Castle | 23. Dezember 2014         |
| 3          | Mike und der Weihnachtsstern   | Mike The Knight And The Christmas Star   | 23. Dezember 2015         |
| 4          | Mikes tapferste Mission        | Mike’s Bravest Mission                   | 31. Dezember 2015         |